# Paracentrobia pulchella
Paracentrobia pulchella är en stekelart som först beskrevs av Claridge 1959.  Paracentrobia pulchella ingår i släktet Paracentrobia och familjen hårstrimsteklar. Inga underarter finns listade i Catalogue of Life.